# Ogilbia robertsoni
Ogilbia robertsoni is een  straalvinnige vissensoort uit de familie van naaldvissen (Bythitidae). De wetenschappelijke naam van de soort is voor het eerst geldig gepubliceerd in 2005 door Møller, Schwarzhans & Nielsen.
De soort staat op de Rode Lijst van de IUCN als niet bedreigd, beoordelingsjaar 2008.